# Pataliljá
Pataliljá är en ort i Mexiko.   Den ligger i kommunen Chilón och delstaten Chiapas, i den sydöstra delen av landet, 800 km öster om huvudstaden Mexico City. Pataliljá ligger 939 meter över havet och antalet invånare är 125.
Terrängen runt Pataliljá är huvudsakligen kuperad, men åt sydost är den bergig. Pataliljá ligger nere i en dal. Runt Pataliljá är det glesbefolkat, med 16 invånare per kvadratkilometer. Närmaste större samhälle är Ocosingo, 13,4 km söder om Pataliljá. I omgivningarna runt Pataliljá växer i huvudsak städsegrön lövskog.